# FFH-Gebiet Schirlbusch
Das FFH-Gebiet Schirlbusch ist ein NATURA 2000-Schutzgebiet in Schleswig-Holstein im Kreis Nordfriesland in der Gemeinde Drelsdorf. Das FFH-Gebiet liegt in der Landschaft Bredstedt-Husumer Geest am Südhang des Tals der Ostenau. Es hat eine Fläche von 14 ha. Die größte Ausdehnung liegt in Nordwestrichtung und beträgt 630 m. Die höchste Erhebung mit 12,3 m über NN liegt auf der FFH-Gebietsgrenze im Hochwald, der niedrigste Punkt mit 7 m über NN an der Nordspitze am Wacholderweg.

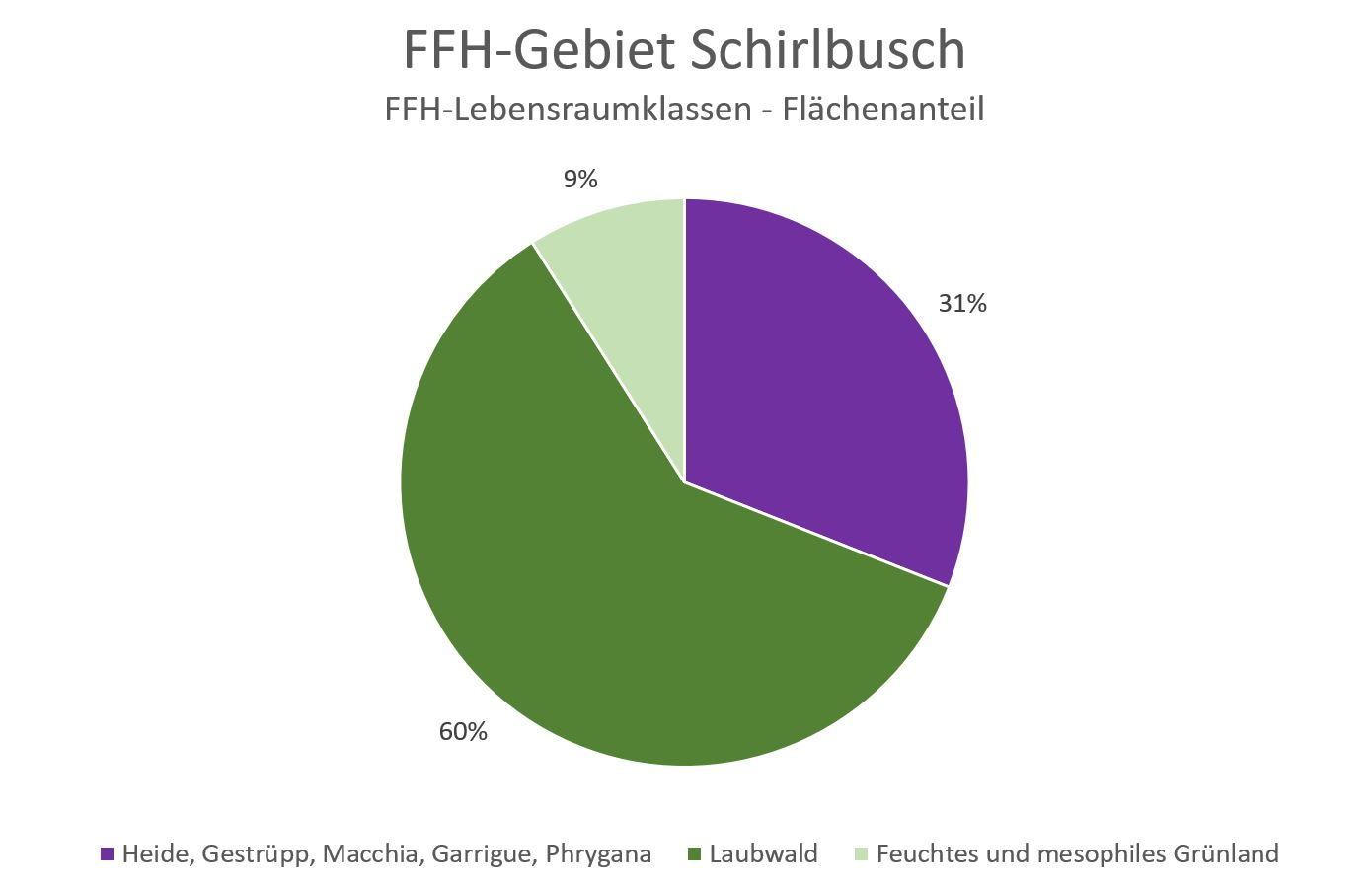
Diagramm 1: FFH-Lebensraumtypen im FFH-Gebiet

Knapp zwei Drittel der Fläche wird von Laubwald bedeckt, knapp ein Drittel besteht aus Heide, die im Westen des Gebietes angesiedelt ist. Der Rest besteht aus extensiv genutztem Grünland, das als Pferchfläche für die Hüteschafbeweidung genutzt wird, siehe Diagramm 1.

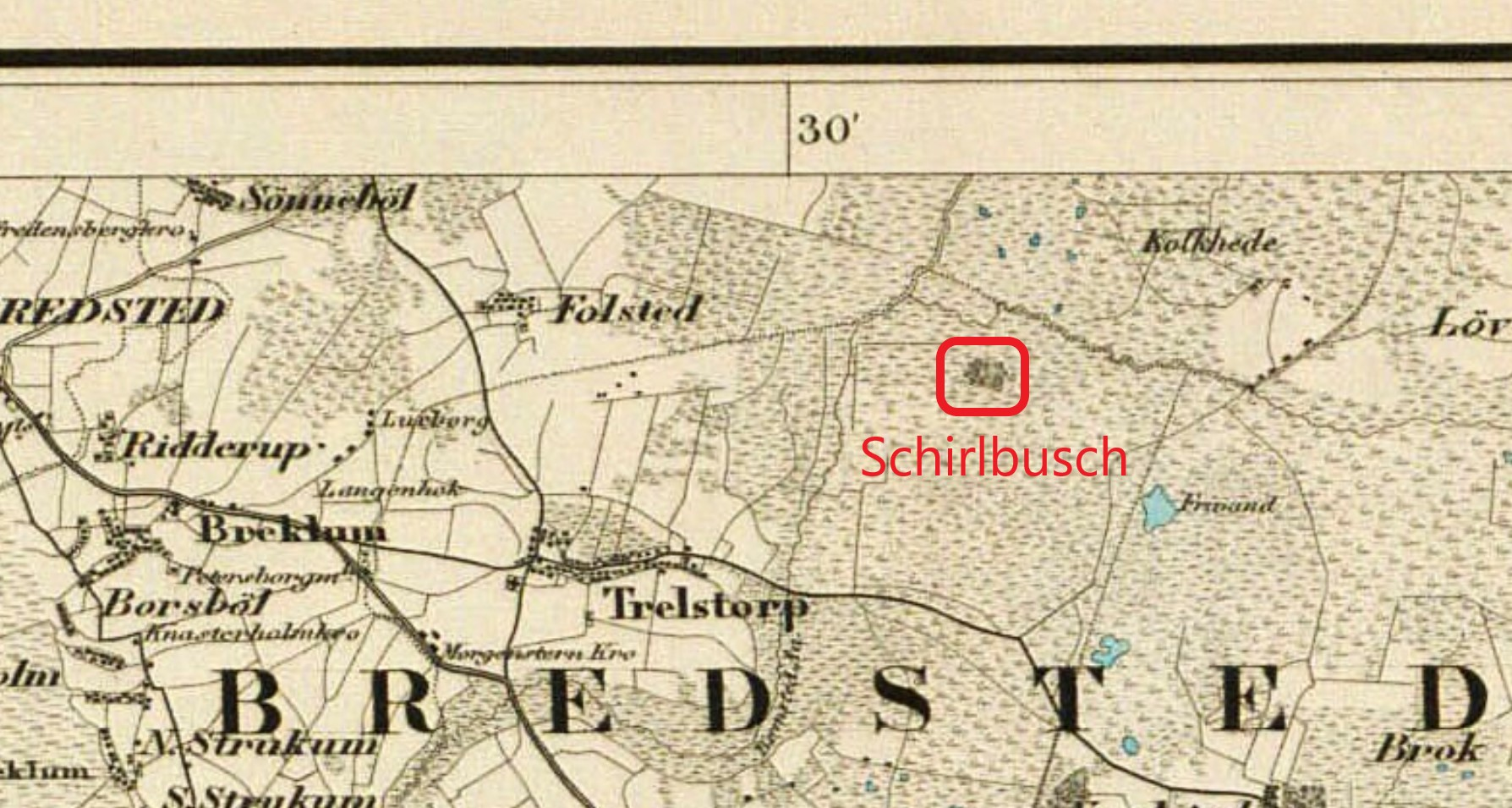
Bild 1: Schirlbusch um 1850

Das Waldgebiet Schirlbusch ist ein historischer Waldstandort. Er war bereits um 1857 in der dänischen Generalstabskarte verzeichnet, siehe Bild 1. Er war damals von großen Heidegebieten umgeben und wurde als Kratt bewirtschaftet, eine Form des Niederwaldes, wie sie damals in Schleswig-Holstein weit verbreitet war. Die Heiden und die weiter nördlich und südlich gelegenen Moore sind in den letzten 150 Jahren entwässert und zu intensiv genutzten Agrarflächen umgewandelt worden. In den letzten Jahrzehnten sind darüber hinaus im Zuge der Errichtung von Biogasanlagen im Land viele Grünlandflächen in Ackerflächen für den Mais- und Rapsanbau umgebrochen worden. Diese Praxis ist durch das Dauergrünlandumbruchgesetz mittlerweile erschwert worden.

## FFH-Gebietsgeschichte und Naturschutzumgebung

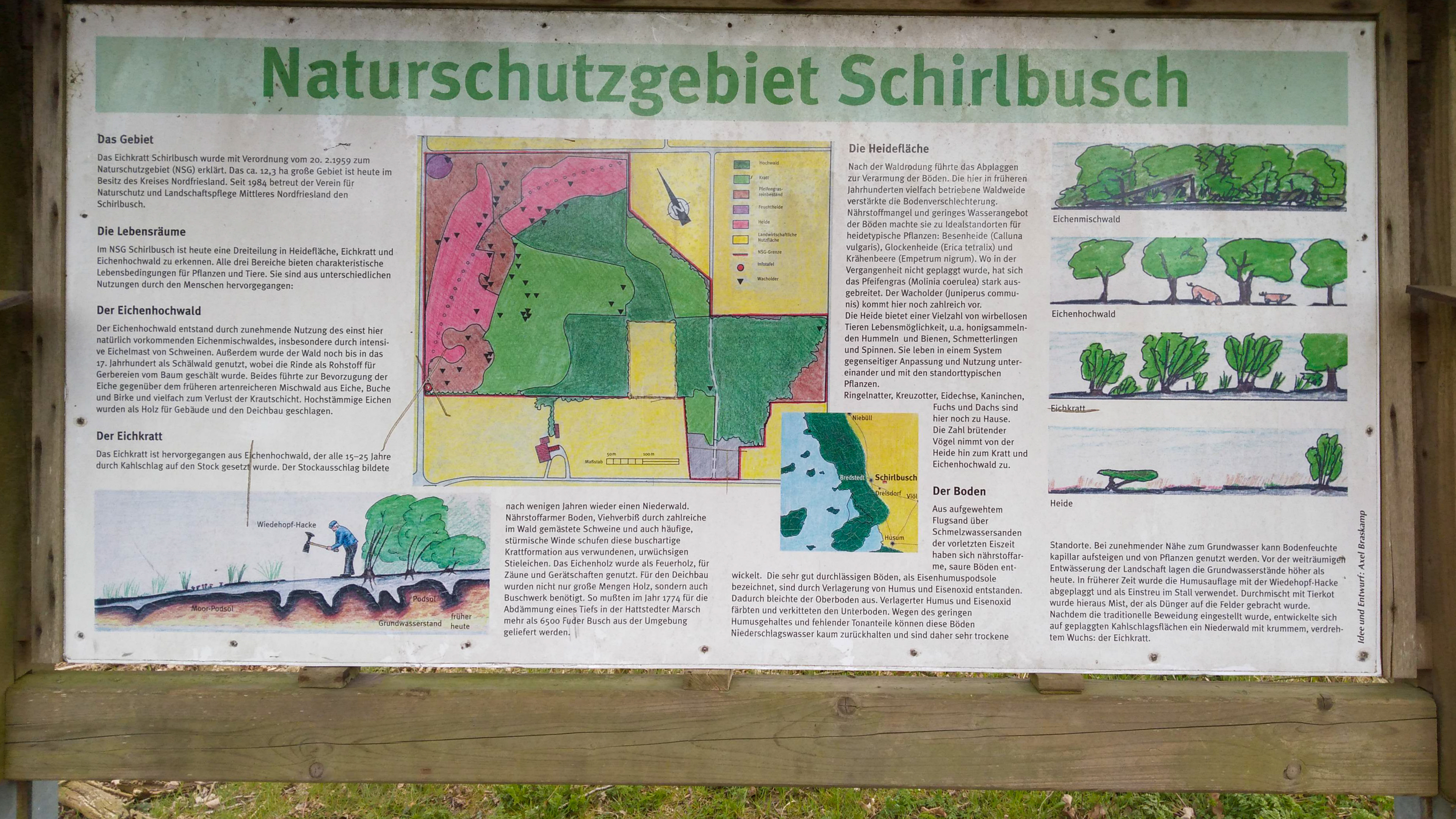
Bild 2: Infotafel Lebensraumklassen

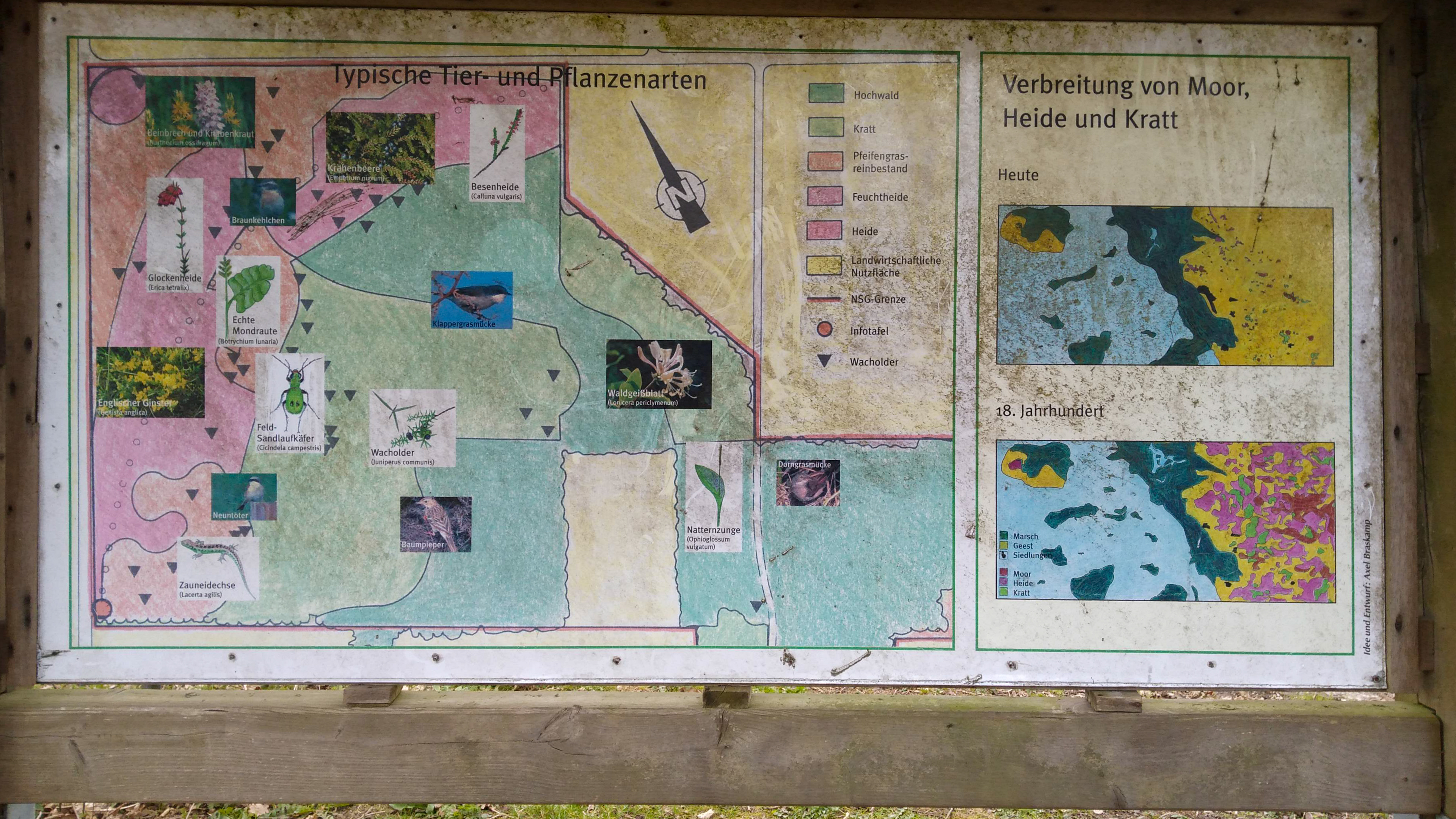
Bild 3: Infotafel zu im NSG vorkommende Arten

Der NATURA 2000-Standard-Datenbogen (SDB) für dieses FFH-Gebiet wurde im November 1999 vom Landesamt für Landwirtschaft, Umwelt und ländliche Räume (LLUR) des Landes Schleswig-Holstein erstellt, im August 2008 als Gebiet von gemeinschaftlicher Bedeutung (GGB) vorgeschlagen, im Dezember 2004 von der EU als GGB bestätigt und im Januar 2010 national nach § 32 Absatz 2 bis 4 BNatSchG in Verbindung mit § 23 LNatSchG als besonderes Erhaltungsgebiet (BEG) bestätigt. Der SDB wurde zuletzt im Mai 2019 aktualisiert. Der Managementplan für das FFH-Gebiet wurde am 21. Januar 2015 veröffentlicht.
Das FFH-Gebiet ist bis auf eine Grünlandfläche im Nordosten identisch mit dem am 22. Februar 1959 eingerichtetem Naturschutzgebiet Eichkratt Schirlbusch. Es liegt in einer Hauptverbundachse des landesweiten Biotopverbundsystems. Da das nächste größere Waldgebiet, der Drelsdorfer Forst, mehr als 1,5 km entfernt ist, wird der Schirlbusch vom Schalenwild als Wintereinstand genutzt. Deshalb ist die Naturwaldentwicklung nur mit Einzäunungen gegen Wildverbiss zu sichern. Das FFH-Gebiet wird nur selten von Besuchern aufgesucht. Es liegt abseits von Bundes- und Landstraßen und verfügt über keinerlei Wanderwege.
Das Gebiet befindet sich fast vollständig im Besitz des Kreises Nordfriesland, der gleichzeitig die untere Naturschutzbehörde darstellt. Somit ist die Einhaltung der gesetzlichen Vorschriften, insbesondere der Biotopverordnung und des Verschlechterungsverbotes für FFH-Gebiete gewährleistet. Mit der Gebietsbetreuung des Naturschutzgebietes Eichkratt Schirlbusch gem. § 20 LNatSchG wurde der Verein für Naturschutz und Landschaftspflege – Mittleres Nordfriesland e.V. durch das LLUR beauftragt. Im Januar 2019 hat sich der Verein Runder Tisch Naturschutz Nordfriesland e.V. als Zusammenschluss aller am Naturschutz im Kreis Nordfriesland beteiligten Interessenvertreter gegründet. Dieser hat sich auch zum Ziel gesetzt, die Belange des FFH-Gebietes Schirlbusch zu thematisieren.
An der Südwestecke des FFH-Gebietes befindet sich wenige Meter von der Straße Wacholderweg entfernt ein Unterstand mit zwei Informationstafeln über das Naturschutzgebiet, siehe Bilder 2 und 3. Sie entsprechen mittlerweile nicht mehr den Gestaltungsgrundsätzen des landesweiten Besucherinformationssystems (BIS) des LLUR. Ein entsprechendes BIS-Faltblatt ist nicht verfügbar.

## FFH-Erhaltungsgegenstand

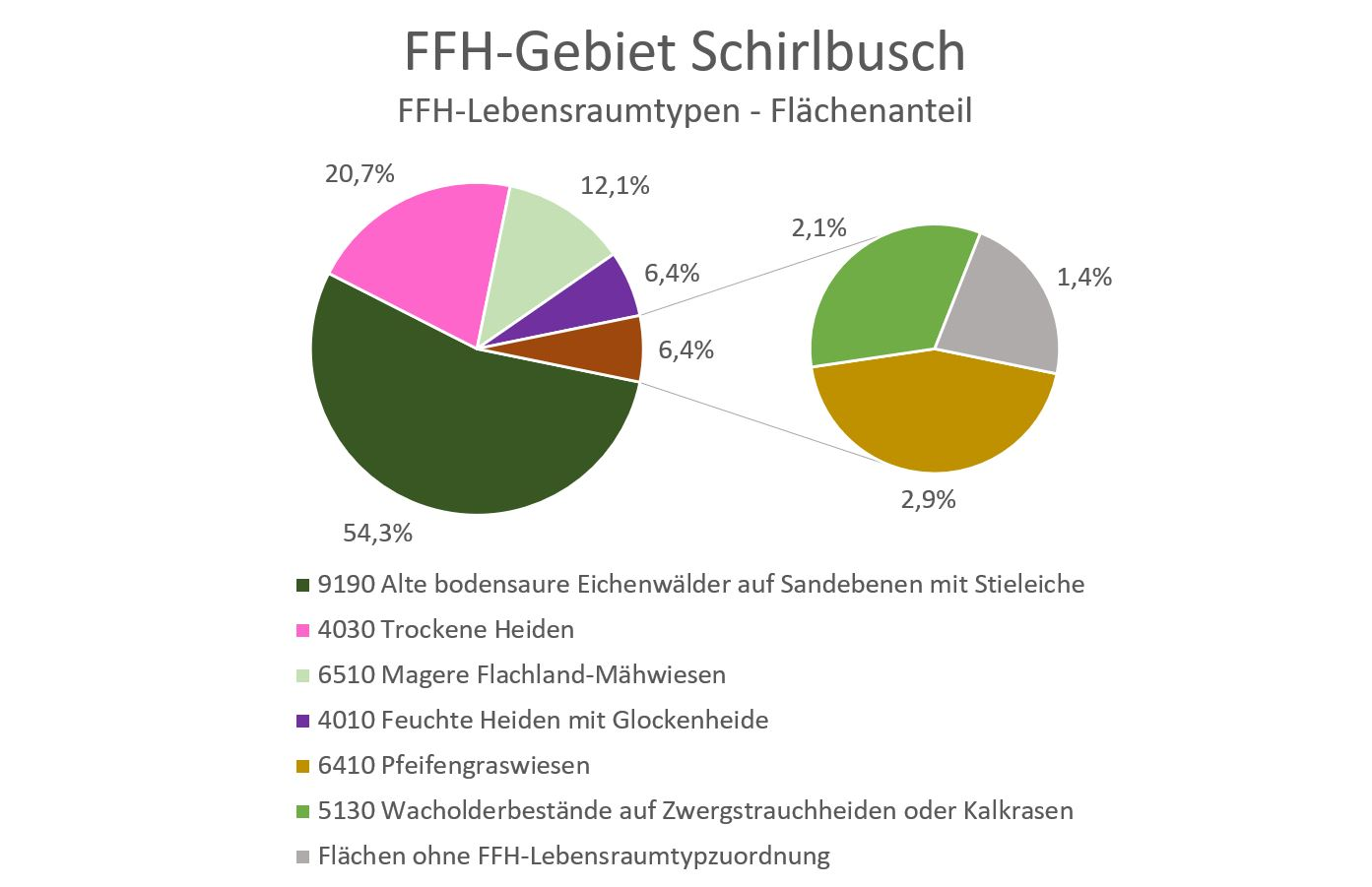
Diagramm 2: FFH-Lebensraumtypen im FFH-Gebiet

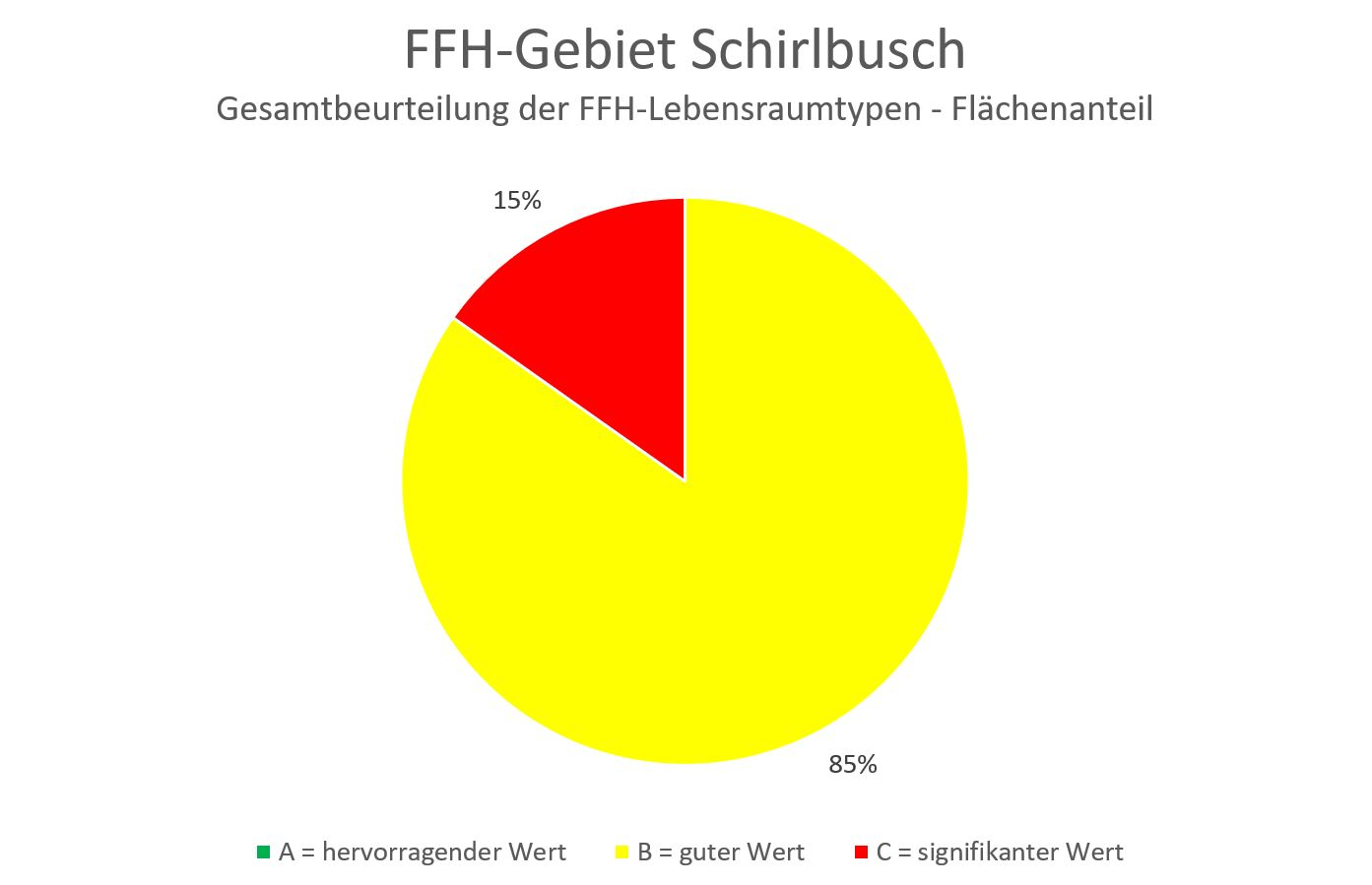
Diagramm 3: Gesamtbeurteilung der FFH-Lebensraumtypen im FFH-Gebiet

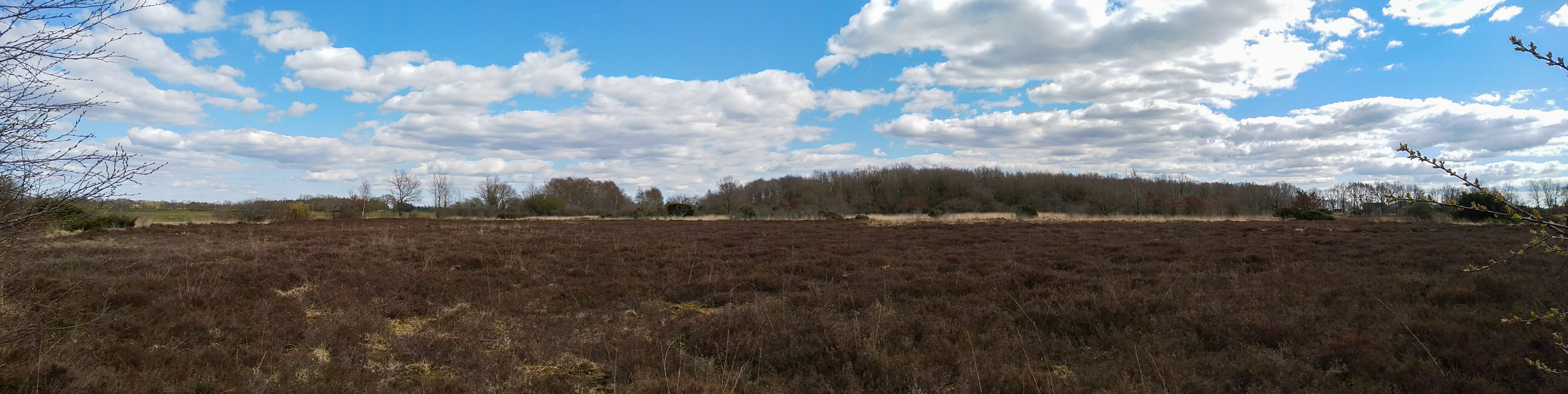
Bild 4: Heidefläche im Schirlbusch, im Hintergrund der Hochwald

Laut Standard-Datenbogen vom Mai 2019 sind folgende FFH-Lebensraumtypen und Arten für das Gesamtgebiet als FFH-Erhaltungsgegenstände mit den entsprechenden Beurteilungen zum Erhaltungszustand der Umweltbehörde der Europäischen Union gemeldet worden (Gebräuchliche Kurzbezeichnung (BfN)):
FFH-Lebensraumtypen nach Anhang I der EU-Richtlinie:
- 4010 Feuchte Heiden mit Glockenheide (Gesamtbeurteilung B)[18]
- 4030 Trockene Heiden (Gesamtbeurteilung B)[19]
- 5130 Wacholderbestände auf Zwergstrauchheiden oder Kalkrasen (Gesamtbeurteilung B)[20]
- 6410 Pfeifengraswiesen (Gesamtbeurteilung C)[21]
- 6510 Magere Flachland-Mähwiesen (Gesamtbeurteilung B)[22]
- 9190 Alte bodensaure Eichenwälder auf Sandebenen mit Stieleiche (Gesamtbeurteilung B)[23]

In der Karte über die FFH-Lebensraumtypen des Managementplanes vom 3. Juli 2014 ist der FFH-Lebensraumtyp 6510 Magere Flachland-Mähwiesen noch nicht aufgeführt. Er befindet sich in der Nordostecke des FFH-Gebietes und wird in der Biotopkartierung als mesophiles Grünland ausgewiesen.

## FFH-Erhaltungsziele
Aus den sechs oben aufgeführten FFH-Erhaltungsgegenständen werden fünf als FFH-Erhaltungsziele von besonderer Bedeutung für die Erhaltung folgender Lebensraumtypen und Arten im FFH-Gebiet vom Ministerium für Energiewende, Landwirtschaft, Umwelt und ländliche Räume des Landes Schleswig-Holstein erklärt:
- 4010 Feuchte Heiden mit Glockenheide
- 4030 Trockene Heiden
- 5130 Wacholderbestände auf Zwergstrauchheiden oder Kalkrasen
- 6410 Pfeifengraswiesen
- 9190 Alte bodensaure Eichenwälder auf Sandebenen mit Stieleiche

## FFH-Analyse und Bewertung
Das Kapitel FFH-Analyse und Bewertung im Managementplan beschäftigt sich unter anderem mit den aktuellen Gegebenheiten des FFH-Gebietes und den Hindernissen bei der Erhaltung und Weiterentwicklung der FFH-Lebensraumtypen. Die Ergebnisse fließen in den FFH-Maßnahmenkatalog ein.
Fast 100 % der FFH-Gebietsfläche ist von FFH-Lebensraumtypen belegt, siehe Diagramm 2. Davon haben 85 % eine gute Gesamtbeurteilung zugesprochen bekommen, siehe Diagramm 3. Da das Gebiet bereits seit Jahrzehnten unter Naturschutz steht, ist es verwunderlich, dass keine der Flächen als hervorragend beurteilt wird. Dies wird verständlich, wenn man die Kriterien für eine hervorragende Beurteilung betrachtet. Bei fünf Lebensraumtypen als Erhaltungsziel wird es nahezu unmöglich, bei einem so kleinen Gebiet ohne Vorhandensein zusätzlicher Entwicklungsflächen die geforderten vier Entwicklungsstadien (Pionier-, Aufbau-, Reife- und Degenerationsphase) darzustellen. Die Bereitschaft der umliegenden Flächeneigentümer, solche Entwicklungsflächen zur Verfügung zu stellen, ist gering.

## FFH-Maßnahmenkatalog
Der FFH-Maßnahmenkatalog im Managementplan führt neben den bereits durchgeführten Maßnahmen geplante Maßnahmen zur Erhaltung und Entwicklung der FFH-Lebensraumtypen im FFH-Gebiet an. Konkrete Empfehlungen sind in zehn Maßnahmenblättern und einer Maßnahmenkarte beschrieben. Allein 12 Maßnahmen wurden bereits vor 2015 durchgeführt. Für die Zeit danach wurden folgende Maßnahmen vorgeschlagen:
- 10 notwendige Erhaltungsmaßnahmen
- 3 weitergehende Entwicklungsmaßnahmen
- 1 Sonstige Pflege- und Entwicklungsmaßnahme

Die Umsetzung notwendiger Erhaltungsmaßnahmen gehört zum gesetzlichen Auftrag der unteren Naturschutzbehörde des Kreises. Da dieses Teilgebiet sich ausschließlich im kommunalen Besitz befindet, ist dies leichter möglich. Neben den für den Erhalt von Offenlandschaften üblichen notwendigen Erhaltungsmaßnahmen wie Mahd, Beweidung, Entkusseln, Brennen und Plaggen ist hier beabsichtigt, eine traditionelle Schweinemastmethode, die Eichelmast, im Eichenkratt wiederzubeleben. Weiterhin war in 2015 bereits mit dem LLUR abgestimmt, die vorhandenen Infotafeln durch BIS-Tafeln auszutauschen. Bis Mai 2021 ist diese Maßnahme noch nicht umgesetzt worden, siehe Bilder 2 und 3.

## FFH-Erfolgskontrolle und Monitoring der Maßnahmen
Eine FFH-Erfolgskontrolle und Monitoring der Maßnahmen findet in Schleswig-Holstein alle 6 Jahre statt. Die Ergebnisse des letzten Folgemonitorings wurden am 15. Februar 2012 in einem Textbeitrag und einer Kartensammlung veröffentlicht.